# The Best Of Collection (album Marka Perkovića Thompsona)
The Best Of Collection treći je kompilacijski album hrvatskog izvođača Marka Perkovića Thompsona. Album je izdala diskografska kuća Croatia Records u srpnju 2015. godine. 

## Popis pjesma
1. "Samo je ljubav tajna dvaju svjetova"
2. "Zaustavi se, vjetre"
3. "Lijepa li si"
4. "Zmija me za srce ugrizla"
5. "Neću izdat ja"
6. "Prijatelji"
7. "Sine moj"
8. "Nema predaje"
9. "Bojna Čavoglave"
10. "Lipa Kaja"
11. "Moj Ivane"
12. "Tamo gdje su moji korijeni"
13. "E, moj narode"
14. "Geni kameni"
15. "Iza devet sela "
16. "Bosna"
17. "Moj dida i ja"